# Coke Bottle
«Coke Bottle» es una canción interpretada por la cantante Indonense  Agnez Mo, la cantante estadounidense Timbaland y la cantante y rapera estadounidense T.I..

## Antecedentes
Durante el tiempo Mo realiza el sencillo, que ha atraído a muchos atenciones de medios de comunicación. Pocos críticos la han nombrado como "una nueva versión, fresca de Aaliyah", y opinó que "crea una nueva imagen de un artista asiático". La canción en sí cosechó crítica positiva por los críticos musicales. La pista ha rematado la carta muchas radios. Se ganó el reconocimiento popular debido a su ", caliente club banger listo" de sonido. Las letras, hablaron principalmente sobre el orgullo de la mujer, que se describe como "fuerte mensaje" para todas las mujeres, y también se hace referencia como un himno de empoderamiento de las mujeres, aunque algunos lo describió como "abiertamente sexual". Con el tiempo, se mantuvo en 20 semanas consecutivas en Asia Pop 40, se convirtió en la canción más buscado en los medios sociales y también se convirtió en una de las canciones más populares en MTV. Coke Bottle se utilizó en la campaña de Coca-Cola nuevo jingle de promoción's, pero perder a Midnight RED. Aparte de eso, la única logrado ser MTV Iggy 's Canción del Verano 2014, se ganó a Iggy Azalea's Fancy con Charli XCX.

## Video musical
Videoclip de "botella de Coca-Cola" fue puesto en libertad y se estrenó el 31 de marzo de 2014 MTV y se convirtió en el primer video de una artista femenina asiática que se coloca en "la rotación pesada" por MTV. Ha estado disponible en su VEVO canal también. Se cosechó muchas atenciones de medios de comunicación extranjeros, como el video llegó a 1 millón de visitas en sólo una semana. El video musical fue hecha en agosto de 2013 en Miami, Los Ángeles y dirigido por Colin Tilley. El video musical fue financiado totalmente por ella misma. El video musical hizo su nombre se convirtió en "el más buscado" y el vídeo en sí fue un éxito. Más tarde alcanzó el puesto número uno en MTV, el video musical derrotado Rita Ora y Miley Cyrus y se fue viral. Además, el video musical también fue penetrado con éxito algunos canales internacionales de música, tales como Channel V, Traza Urbana, RTP Internacional, Revuelta TV y Channel AKA.

## Presentaciones en directo
Agnez primero interpretó la canción en una radio privada espectáculo fuera del aire en Austin, TX, el 27 de septiembre de 2013. Posteriormente, se realizó la canción en el Festival de Música de la ASEAN-Japón, que llevó a cabo en la NHK Salón de Tokio, Japón el 28 de noviembre de 2013, y también en Panasonic Gobel Awards el 5 de abril de 2014. Ella también interpretó la canción en el Festival Internacional de Jazz de Yakarta Java (también conocido como JJF) el 2 de marzo de 2014.

## Lista de canciones
Descarga digital
1. «Coke Bottle» - 4:21

## Posicionamiento en listas

### Semanales
| País      | Lista   | Mejor posición |      |
| 2013      | 2013    | 2013           | 2013 |
| --------- | ------- | -------------- | ---- |
| Indonesia | Amazon. | 2              |      |